# Radotínské údolí
Radotínské údolí este o arie protejată (arie specială de conservare — SAC, sit de importanță comunitară — SCI) din Republica Cehă întinsă pe o suprafață de 109,44 ha, integral pe uscat.

## Localizare
Centrul sitului Radotínské údolí este situat la coordonatele 49°59′55″N 14°18′51″E / 49.998611°N 14.314167°E.

## Înființare
Situl Radotínské údolí a fost declarat sit de importanță comunitară în aprilie 2005 pentru a proteja 1 specie de plante și 1 specie de animale. Situl a fost protejat și ca arie specială de conservare în iulie 2012.

## Biodiversitate
Situată în ecoregiunea continentală, aria protejată conține 5 habitate naturale: Pajiști panonice carstice (Stipo-Festucetalia pallentis), Pajiști uscate seminaturale și facies de acoperire cu tufișuri pe substraturi calcaroase (Festuco-Brometalia) (* situri importante pentru orhidee), Păduri de stejar și carpen Galio-Carpinetum, Păduri panonice cu Quercus pubescens, Păduri pe pante, grohotișuri și ravene de Tilio-Acerion.
La baza desemnării sitului se află mai multe specii protejate:
- plante (1): Dracocephalum austriacum
- nevertebrate (1): Euplagia quadripunctaria